# Trevor Jones (compositeur)
Pour les articles homonymes, voir Trevor Jones et Jones.
Trevor Jones, né le 23 mars 1949 au Cap, est un compositeur sud-africain de musique de films.

## Biographie
Trevor Jones est né le 23 mars 1949 en Afrique du Sud.
Dans les années 1960, il se rend en Grande-Bretagne pour étudier la musique à la Royal Academy of Music de Londres et obtient la nationalité anglaise.
Il débute au cinéma en 1981 pour le film Excalibur, pour lequel il compose la musique originale, parallèlement aux grands airs classiques choisis par le réalisateur John Boorman.
Il poursuit dans cette veine "Fantasy" dans la pure tradition symphonique avec Dark Crystal en 1982 et Labyrinthe (Labyrinth) en 1986, tous deux réalisés par Jim Henson et par la suite, sur des téléfilms comme Merlin.
Au milieu des années 80, il délaisse quelque peu l'écriture symphonique pour s'orienter vers la musique électronique, comme en témoignent ses partitions pour les films d'Alan Parker (Angel heart, Mississippi Burning) ou le thriller Sea of Love.
Il alterne alors les grosses productions (Arachnophobie, Cliffhanger : Traque au sommet (Cliffhanger) ou La Ligue des gentlemen extraordinaires ) et les films plus intimistes (Au nom du père, Pour l'amour de Roseanna).
Parmi ses œuvres les plus populaires, la musique composée pour le film Le Dernier des Mohicans  en 1992 tient sans conteste une place prééminente, ainsi que celle du film devenu culte Dark City en 1997.
Depuis quelques années, il se fait beaucoup plus rare pour le cinéma.

## Filmographie
Sauf indication contraire, les informations mentionnées dans cette section peuvent être confirmées par la base de données cinématographiques IMDb,  présente dans la section « Liens externes ».

### Cinéma

#### Longs métrages
- 1980 : Brothers and Sisters de Richard Woolley
- 1980 : The Beneficiary de Carlo Gebler
- 1981 : Excalibur de John Boorman
- 1981 : The Appointment de Lindsey C. Vickers
- 1982 : The Sender de Roger Christian
- 1982 : Dark Crystal de Jim Henson
- 1984 : Les Pirates de l'île sauvage (Nate and Hayes) de Ferdinand Fairfax
- 1985 : Runaway Train d'Andrei Konchalovsky
- 1986 : Labyrinthe (Labyrinth) de Jim Henson
- 1987 : Angel heart d'Alan Parker
- 1987 : Sweet Lies de Nathalie Delon
- 1988 : Nicky et Gino (Dominick and Eugene) de Robert Malcolm Young
- 1988 : Just Ask for Diamond de Stephen Bayly
- 1989 : Mississippi Burning d'Alan Parker
- 1990 : Mélodie pour un meurtre (Sea of Love) de Harold Becker
- 1990 : Bad Influence de Curtis Hanson
- 1990 : Arachnophobie (Arachnophobia) de Frank Marshall
- 1990 : Réclusion à mort (Chains of Gold) de Rod Holcomb
- 1991 : True Colors de Herbert Ross
- 1992 : Freejack de Geoff Murphy
- 1992 : Méli-mélo à Venise (Blame It on the Bellboy) de Mark Herman
- 1992 : CrissCross de Chris Menges
- 1992 : Le Dernier des Mohicans (The Last of the Mohicans) de Michael Mann
- 1993 : Cliffhanger : Traque au sommet (Cliffhanger) de Renny Harlin
- 1994 : Au nom du père (In the Name of the Father) de Jim Sheridan
- 1995 : Souvenirs de l'au-delà (Hideaway) de Brett Leonard
- 1995 : Kiss of death de Barbet Schroeder
- 1995 : Richard III de Richard Loncraine
- 1996 : Loch Ness de John Henderson
- 1997 : Les Virtuoses (Brassed Off) de Mark Herman
- 1997 : Pour l'amour de Roseanna (Roseanna's Grave) de Paul Weiland
- 1997 : À armes égales (G.I. Jane) de Ridley Scott
- 1997 : Lawn Dogs de John Duigan
- 1998 : L'Enjeu (Desperate Measures) de Barbet Schroeder
- 1998 : Dark City d'Alex Proyas
- 1998 : Les Puissants (The Mighty) de Peter Chelsom
- 1998 : Titanic Town de Roger Michell
- 1998 : Talk of Angels de Nick Hamm
- 1999 : Coup de foudre à Notting Hill (Notting Hill) de Roger Michell
- 2000 : Molly de John Duigan
- 2001 : Treize jours (Thirteen Days) de Roger Donaldson
- 2001 : The Long Run (en) de Jean Stewart
- 2002 : From Hell d'Allen Hughes
- 2002 : Crossroads de Tamra Davis
- 2003 : I'll Be There de Craig Ferguson
- 2003 : La Ligue des gentlemen extraordinaires (The League of Extraordinary Gentlemen) de Stephen Norrington
- 2004 : Le Tour du monde en quatre-vingts jours (Around the World in 80 Days) de Frank Coraci
- 2005 : Aegis (亡国のイージス (Bōkoku no iijisu?) de Junji Sakamoto
- 2005 : Chaos de Tony Giglio
- 2006 : Fields of Freedom de David de Vries
- 2008 : Three and Out de Jonathan Gershfield
- 2011 : How to Steal 2 Million de Charlie Vundla
- 2018 : To Tokyo de Caspar Seale Jones

#### Courts métrages
- 1981 : Black Angel de Roger Christian
- 1981 : The Dollar Bottom  de Roger Christian
- 1992 : Breathing de Stephen Brown
- 1994 : De baby huilt de Mijke de Jong
- 1998 : Sting: Freak the Mighty (clip vidéo) de Stefano Salvati
- 2004 : The Unsteady Chough de Sam Leifer et Jonathan van Tulleken
- 2006 : We Fight to Be Free de Kees Van Oostrum
- 2011 : War Paint de Marcus Carlos Liberski
- 2017 : Husk de Emily Seale-Jones

### Télévision

#### Téléfilms
- 1983 : Those Glory Glory Days de Philip Saville
- 1983 : One of Ourselves de Pat O'Connor
- 1984 : Le Docteur Fischer de Genève (Dr. Fischer of Geneva) de Michael Lindsay-Hogg
- 1984 : This Office Life de Ian Keill
- 1984 : Aderyn Papur... and Pigs Might Fly de Stephen Bayly
- 1988 : Coppers de Ted Clisby
- 1989 : Murder on the Moon de Michael Lindsay-Hogg
- 1990 : L'aube de l'apocalypse (By Dawn's Early Light) de Jack Sholder
- 1990 : Guns: A Day in the Death of America (documentaire) de Malcolm Clarke et Lorenz Knauer
- 1993 : Commando express de David Jackson
- 2010 : Blood and Oil de David Attwood

#### Mini-séries
- 1982 : Joni Jones
- 1984 : Les derniers jours de Pompéi (mini-série) de Peter Hunt
- 1985 : The Last Place on Earth de Trevor Griffiths
- 1996 : Les Voyages de Gulliver (Gulliver's Travels) de Charles Sturridge
- 1998 : Merlin de Steve Barron
- 1999 : Cléopatre (Cleopatra) de Franc Roddam
- 2002 : Dinotopia de Marco Brambilla
- 2012 : Labyrinthe (Labyrinth) de Christopher Smith

#### Séries télévisées
- 1979 : Ripping Yarns (épisode : Golden Gordon) (non crédité)
- 1985 : Arena (série documentaire) (épisode : From an Immigrant's Notebook)
- 1985 : Jim Henson Presents the World of International Puppeteering
- 1989 : Screen Two (épisode : A Private Life)
- 2002-2003 : Dinotopia
- 2006-2007 : Jozi-H
- 2017 : Frankie & Emma

## Distinctions
Sauf indication contraire, les informations mentionnées dans cette section peuvent être confirmées par la base de données cinématographiques IMDb,  présente dans la section « Liens externes ».

### Nominations
- 3 nominations aux BAFTA Awards, pour Mississippi Burning, Le Dernier des Mohicans et Les Virtuoses
- 2 nominations aux Golden Globes, pour Le Dernier des Mohicans et Les Puissants
- 1 nomination aux Primetime Emmy Awards, pour Merlin